# 安達勝紀
安達 勝紀（あだち まさき、1982年10月17日 - ）は日本のレーシングドライバー(二輪)。兵庫県姫路市出身、血液型O型

## 来歴
活動拠点は西日本地区
4,5才のころ父の影響でバイクレースを始める。2003年頃活動を始め戦績は下記に示す。2008年レース活動休止　2013年モタードレースで復帰　2017年末、バイクから転倒　右腕を骨折し右手に麻痺が残る大けがを負う。その後、復帰。
優勝、年間チャンピオンを経験、FIM世界耐久選手権（鈴鹿8時間耐久ロードレース）には過去に2度参戦経験がある。

## 戦績
- 2000年　ロードレース出場 2.3位入賞
- 2003年　岡山地方選手権ST600クラス　優勝
- 2004年　TI地方選手権ST600ランキング2位
- 2006年　西日本ST600　優勝
- 2007年　鈴鹿8時間耐久レース参戦（第3ライダー）
- 2015年　中日本エリア スーパーモトS3　優勝
- 2016年　中日本エリア スーパーモトS2チャンピオン　近畿ロードレースST600　優勝
- 2017年　岡山ロードレースインターナショナルST600 優勝
- 2017年　鈴鹿NGK杯　出場
- 2018年　岡山ロードレースインターナショナルST600　優勝
- 2019年　鈴鹿8時間耐久レース参戦　50位完走
- 2020年　岡山ロードレース選手権インターST1000 優勝[2][3]
- 2021年　岡山ロードレース選手権インターST1000 優勝
- 2023年　主催者推薦により2023年鈴鹿8時間耐久レースの出場権獲得を果たす。
- 2023年　鈴鹿8時間耐久ロードレース第44回大会に出場[4]

予選43位で決勝進出、決勝では、194周を完走　総合35位（NTCクラス9位）

## 活動拠点
- 鈴鹿サーキット
- 岡山国際サーキット

## 2023 FIM世界耐久選手権 ”コカ·コーラ”鈴鹿8時間耐久ロードレース 第44回大会
5月21日鈴鹿サーキットで行われた「鈴鹿8耐」選抜レースに出場。予選38位スタート　→　11位フィニッシュ　出場チーム枠が10チームのため惜しくも参加を逃す。その後、主催者推薦により2023年鈴鹿8時間耐久レースの出場権獲得を果たす。
2023年8月6日『2023 FIM世界耐久選手権 "コカ･コーラ"鈴鹿8時間耐久ロードレース 第44回大会』に出場した。
（No.55 NICHIRIN RACING NOI:Z）チームオーナー兼メインライダーとして出場し、総合35位（クラス9位）で完走した。

## 2024 FIM世界耐久選手権 ”コカ·コーラ”鈴鹿8時間耐久ロードレース 第45回大会
NICHIRIN RACING NOI:Z   安達勝紀　花村俊一　中井恒和　YAMAHA　YZF-R1　と共に出場が決定している